# Ca l'Angelita
Ca l'Angelita és una casa del municipi de Campmany (Alt Empordà) protegida com a bé cultural d'interès local.

## Descripció
Situada dins del nucli urbà de la població de Campmany, al sector de llevant del terme, amb la façana principal orientada al carrer Sant Climent.
Casa entre mitgeres de planta més o menys rectangular, formada per dos cossos adossats. L'edifici principal presenta la coberta de dues vessants i està distribuït en planta baixa i dos pisos. A la planta baixa hi ha dos portals d'accés a l'interior amb els emmarcaments arrebossats, i una finestra al mig d'obertura posterior. El portal de ponent és d'arc rebaixat i grans dimensions mentre que el de llevant és més estret i d'arc de mig punt. Al primer pis hi ha un gran balcó corregut amb llosana motllurada, al que tenen sortida dos finestrals rectangulars amb fines columnetes als brancals i guardapols superior decorat amb motius florals. Els finestrals de la segona planta presenten el mateix tipus d'ornamentació però funcionen amb balcons exempts. L'edifici està coronat per un plafó d'obra esglaonat amb motllura superior. Una motllura rectilínia emmarca els laterals de la façana principal de la casa. El cos secundari, organitzat en planta baixa i pis, presenta la coberta d'un sol vessant de teula, tot i que a la part davantera hi ha una terrassa descoberta al nivell del pis. Destaca el gran portal d'accés a l'interior, d'arc rebaixat bastit en maons i amb un coronament d'obra rematat per un petit arc apuntat, que enllaça amb la barana de la terrassa superior.
La construcció està arrebossada i pintada de color marró.

## Història
Campmany va viure el seu moment d'esplendor a mitjans del segle xix, ja que va ser una bona època per al conreu de la vinya i el suro, però es va veure afectada greument per l'acció de la fil·loxera, tot i que, anys més tard, amb la introducció de nous ceps americans, es va poder recuperar la producció de vi a la zona i la prosperitat del poble.
Segons els arxius del COAC, aquesta edificació és del segle xx, segurament dels inicis, moment de recuperació econòmica del poble.
Hi ha constància que tant l'edifici principal com el cos secundari presentaven uns motius decoratius ceràmics (vasos ceràmics) en els seus coronaments, tot i que actualment han desaparegut.